# Marc De Groote
Marc De Groote (Oostende, 28 maart 1963) is een Belgisch bestuurder.

## Levensloop
Hij begon zijn professionele carrière bij CSC als analist. In 1991 maakte hij de overstap naar Callataÿ & Wouters, waar hij vanaf 2007 CEO was. Vervolgens ging hij in 2013 aan de slag als CEO bij EcoNation en bleef daar tot eind 2015. In januari 2016 werd hij managing director bij Cegeka in opvolging van Christoph Neut, binnen dit bedrijf werd hij vervolgens COO International, een functie die hij uitoefende tot 2018. Vervolgens ging hij aan de slag als commercieel directeur bij NRB.
In mei 2016 werd hij aangesteld als voorzitter van Agoria in opvolging van Christ'l Joris.